# 301-ша піхотна дивізія (Третій Рейх)
301-ша піхотна дивізія (Третій Рейх) (нім. 301. Infanterie-Division) — піхотна дивізія Вермахту, що входила до складу німецьких сухопутних військ на початку Другої світової війни.

## Історія
301-ша піхотна дивізія сформована 26 серпня 1939 року у Кюстріні під час хвилі мобілізації вермахту, з прикордонної бригади «Нетце», що мала у своєму складі два полки охорони кордону. Частина підпорядковувалася 12-му командуванню прикордонної охорони. В ході німецького вторгнення до Польщі підрозділи дивізії брали участь у локальних боях у районі Кюстріна. 14 жовтня 1939 року, після завершення Польської кампанії, дивізію розформували.

## Райони бойових дій
- Польща (вересень — жовтень 1939)

## Командування

### Командири
- генерал-майор Еккард фон Габленц (26 серпня — 14 жовтня 1939).